# Henry Brarens Sloman
Henry Brarens Sloman (28 de agosto de 1848– 24 de octubre de 1931) fue un hombre de negocios y banquero británico establecido en Hamburgo, Alemania. En la Primera Guerra Mundial, fue considerado un importante importador de salitre de sus propias minas en Chile, y el hombre más rico de Hamburgo.

## Vida
Henry B. Sloman nació en Kingston upon Hull, Inglaterra, el 28 de agosto de 1848 a los padres John y Alaine Sloman. Su tío abuelo Robert Miles Sloman era constructor y propietario de barcos en Hamburgo. Cuando su padre perdió todos sus bienes en la guerra de Crimea, envió a Henry y a su hermana Harriet con parientes ricos en Hamburgo. Después de aprender el oficio de cerrajero, Henry fue alentado por su amigo Hermann Fölsch a emigrar a Chile, y el padre de Fölsch costeo su viaje. También fue Hermann Fölsch quien consiguió que Sloman consiguiera trabajo en Iquique, donde más tarde actuó como director de la empresa Fölsch & Martin. Después de 22 años de trabajar para Fölsch & Martin, Sloman estableció su propio negocio de salitre en Tocopilla y regresó a Hamburgo en 1889 como un hombre rico. En 1912, Sloman se registró como líder de una lista de los ciudadanos más ricos de Hamburgo con un patrimonio neto de 60 millones de Goldmark  y un ingreso anual de 3 millones. En 1924, fundó el banco Finanzbank AG.
En 1922, Sloman encargó el Chilehaus (Casa de Chile), una oficina de diez históricos pisos en el centro de Hamburgo notable por su arquitectura.
Henry Sloman murió el 24 de octubre de 1931 en Hamburgo.

### Vida personal
Henry B. Sloman se casó con Renata Hilliger el 5 de febrero de 1881 con quien tuvo cuatro hijos: Adelaida (1881–1901), Enrique Juan, Ricardo Federico (1885–1983), y Alfred Herbert (1887–1935).